# Tannois
Tannois – miejscowość i gmina we Francji, w regionie Grand Est, w departamencie Moza.
Według danych na rok 1990 gminę zamieszkiwały 424 osoby, a gęstość zaludnienia wynosiła 32 osób/km² (wśród 2335 gmin Lotaryngii Tannois plasuje się na 645. miejscu pod względem liczby ludności, natomiast pod względem powierzchni na miejscu 411.).